# (10453) Banzan
(10453) Banzan (1977 DY3) – planetoida z grupy pasa głównego asteroid okrążająca Słońce w ciągu 5,35 lat w średniej odległości 3,06 j.a. Odkryta 18 lutego 1977 roku.